# Championnat de Moldavie de football 2008-2009
Navigation
Championnat de Moldavie 2007-2008 Championnat de Moldavie 2009-2010
Le Championnat de Moldavie de football 2008-2009 est la 18e édition de ce championnat.

## Saison régulière[1]
| Rang | Équipe                  | Pts | J  | G  | N  | P  | Bp | Bc | Diff |
| ---- | ----------------------- | --- | -- | -- | -- | -- | -- | -- | ---- |
| 1    | Sheriff Tiraspol        | 78  | 30 | 25 | 3  | 2  | 61 | 15 | +46  |
| 2    | FC Dacia Chișinău       | 63  | 30 | 20 | 3  | 7  | 47 | 17 | +30  |
| 3    | FC Iskra-Stal Rîbnița   | 52  | 30 | 14 | 10 | 6  | 28 | 15 | +13  |
| 4    | FC Zimbru Chișinău      | 46  | 30 | 13 | 7  | 10 | 42 | 30 | +12  |
| 5    | Dinamo Bender           | 42  | 30 | 11 | 9  | 10 | 42 | 45 | -3   |
| 6    | FC Olimpia Bălți        | 40  | 30 | 11 | 7  | 12 | 30 | 32 | -2   |
| 7    | FC Tiraspol             | 32  | 30 | 9  | 5  | 16 | 30 | 36 | -6   |
| 8    | Nistru Otaci            | 30  | 30 | 8  | 6  | 16 | 30 | 43 | -13  |
| 9    | CSCA-Rapid Chișinău     | 29  | 30 | 7  | 8  | 15 | 28 | 47 | -19  |
| 10   | Tiligul-Tiras Tiraspol  | 25  | 30 | 7  | 4  | 19 | 24 | 60 | -36  |
| 11   | Academia UTM Chișinău   | 24  | 30 | 6  | 6  | 18 | 27 | 49 | -22  |
| 12   | FC Politehnica Chișinău | 0   | 0  | 0  | 0  | 0  | 0  | 0  | 0    |

|  | Champion |
|  | Relégué  |

## Bilan de la saison
| Tableau d'Honneur                   |                  |
| Compétition                         | Vainqueur        |
| Championnat de Moldavie de football | Sheriff Tiraspol |
| Coupe de Moldavie de football       | Sheriff Tiraspol |

| Promotions et relégations   |                                                |
| Relégués en Divizia A       | Tiligul-Tiras Tiraspol FC Politehnica Chișinău |
| Promus en Divizia Națională | Viitorul Orhei FC Sfintul Gheorghe             |